# Longessaigne
Longessaigne ist eine französische Gemeinde mit 592 Einwohnern (Stand 1. Januar 2022) im Département Rhône in der Region Auvergne-Rhône-Alpes. Sie gehört zum Arrondissement Lyon und zum Kanton L’Arbresle.

## Nachbargemeinden
Nachbargemeinden von Longessaigne sind Villechenève im Norden, Montrottier im Osten, Brullioles im Südosten, Saint-Clément-les-Places und Saint-Laurent-de-Chamousset im Süden, sowie Chambost-Longessaigne im Westen.

## Bevölkerungsentwicklung
| Jahr                       | 1962 | 1968 | 1975 | 1982 | 1990 | 1999 | 2013 |
| Einwohner                  | 561  | 508  | 457  | 444  | 483  | 511  | 601  |
| Quellen: Cassini und INSEE |      |      |      |      |      |      |      |

## Sehenswürdigkeiten
- Romanische Kirche Sainte-Blandine, gebaut zwischen 730 und 750

## Weblinks

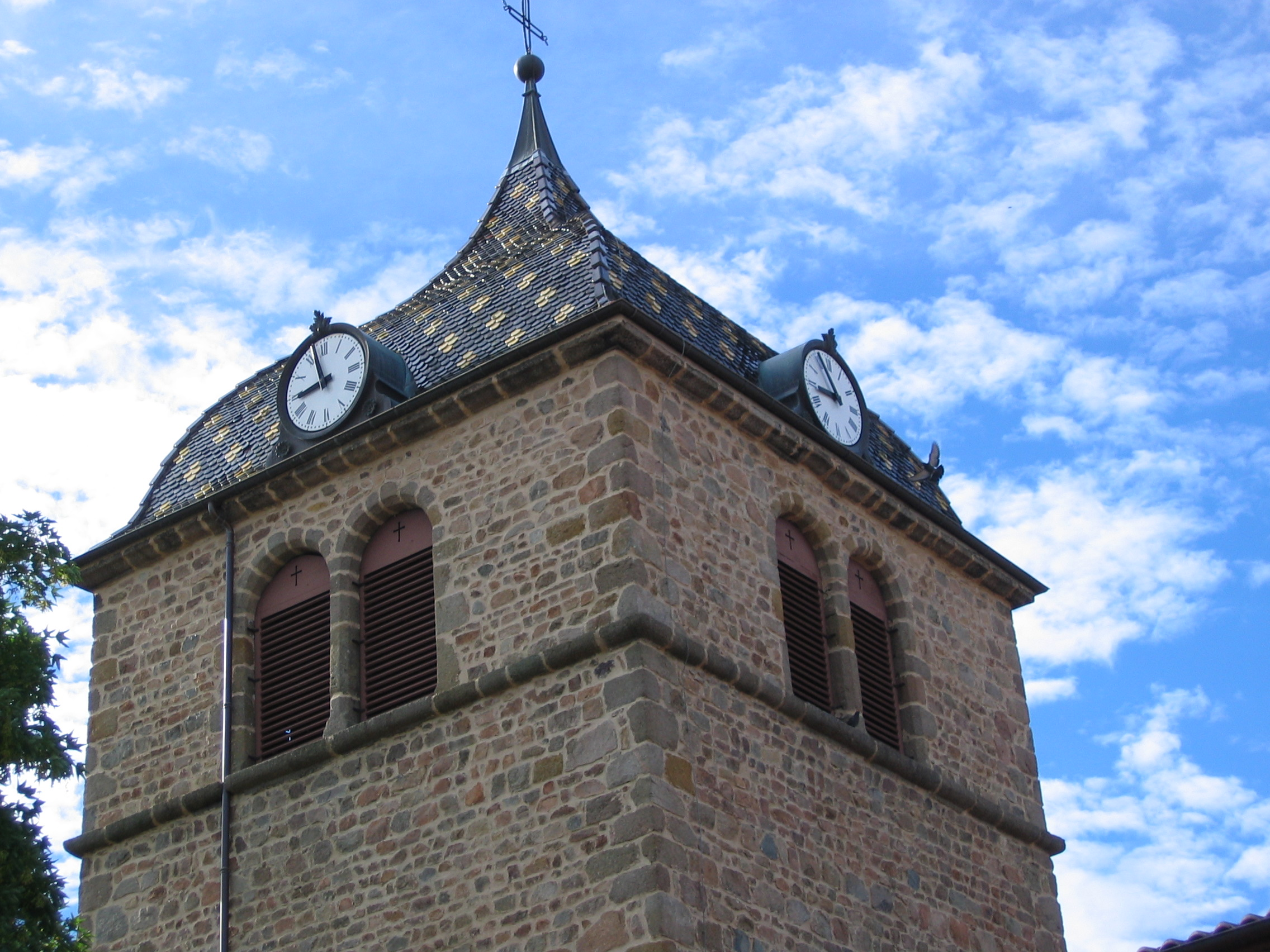
Turm der Kirche Sainte-Blandine